# Ранґпо
Ранґпо (англ. Rangpo) — місто в окрузі Східний Сіккім індійського штату Сіккім на кордоні зі штатом Західний Бенгал на березі річки Тіста. Це перше сіккімське місто на шосе NH-31A, що сполучає Сіліґурі і Ґанґток. Тут знаходиться пост, де перевіряють документи у туристів, що намагаються в'їхати до штату.
Клімат міста субтропічний. Населення місто складається з непальців і бхутія. Більшість магазинів належать бізнесменам-марварі, що нещодавно оселилися у місті. Головна мова — непальська.